# فرد هاو (لاعب كرة قدم)
فرد هاو (بالإنجليزية: Fred Howe)‏ (24 سبتمبر 1912 في المملكة المتحدة - 1984) هو لاعب كرة قدم بريطاني (وحمل سابقاً جنسية المملكة المتحدة لبريطانيا العظمى وأيرلندا) في مركز الهجوم. لعب مع أولدهام أثلتيك وستوكبورت كونتي وغريمسبي تاون ومانشستر سيتي ونادي ليفربول ونادي هايد إف سي.

## وصلات خارجية
- فرد هاو (لاعب كرة قدم) على موقع قاعدة بيانات كرة القدم.إي يو (الإنجليزية)

1. ↑   https://www.tradingcarddb.com/Person.cfm/pid/147628/. {{استشهاد ويب}}: |url= بحاجة لعنوان (مساعدة) والوسيط |title= غير موجود أو فارغ (من ويكي بيانات) (مساعدة)